# Veröffentlichung
Veröffentlichung (auch: Erscheinen oder Einrückung) bezeichnet im deutschen Urheberrecht den Vorgang, bei dem ein Werk mit Zustimmung des Urhebers der Öffentlichkeit zugänglich gemacht wird (§ 6 Abs. 1 UrhG). Das Werk muss dazu in Verkehr gebracht werden.
Veröffentlichung und Publikation werden zuweilen synonym verwendet. In der Medienwissenschaft wird hingegen unter einer Publikation meist ein Printmedium verstanden, ihr Hersteller ist der Publizist.

## Allgemeines
Ein Werk im Sinne des § 1 und § 2 Urheberrechtsgesetz (UrhG) sind persönliche geistige Schöpfungen auf den Gebieten der Literatur, der Wissenschaft und der Kunst. In einer nicht abschließenden Aufzählung werden in § 2 Abs. 1 UrhG als „Geschützte Werke“ erwähnt:
- Sprachwerke,
- Datenverarbeitung, Computerprogramme,
- Musikwerke,
- Pantomimische Werke einschließlich Werke der Tanzkunst,
- Werke der bildenden Künste einschließlich der Werke der Baukunst und der angewandten Kunst,
- Lichtbildwerke,
- Filmwerke,
- Darstellungen wissenschaftlicher und technischer Art.

Solange die Urheber diese Werke zwar urheberrechtlich schützen lassen (etwa durch Anmeldung eines Musiktitels bei der GEMA), aber nicht veröffentlichen, kann sich der gesetzlich angebotene Urheberrechtsschutz nicht voll verwirklichen. In § 12 Abs. 1 UrhG wird dem Urheber die Alternative überlassen, ob und wie er sein Werk veröffentlichen will. Nur der Urheber darf sein Werk vervielfältigen, verbreiten oder ausstellen (§ 15 Abs. 1 UrhG). Auch die öffentliche Wiedergabe bleibt ihm allein vorbehalten, insbesondere das Vortrags-, Aufführungs- und Vorführungsrecht, die öffentliche Zugänglichmachung, Senderecht, Wiedergabe durch Bild- oder Tonträger oder Funksendungen (§ 15 Abs. 2 UrhG). Das Urheberrecht verwendet den Ausdruck Verbreitungsrecht, das Original des Werkes der Öffentlichkeit anzubieten oder in Verkehr zu bringen (§ 17 Abs. 1 UrhG) oder der öffentlichen Zugänglichmachung (§ 19a UrhG). Die Veröffentlichung ermöglicht erst die wirtschaftliche Verwertung eines Werks (auch eines unvollendeten).

## Rechtsfragen
Grundsätzlich entsteht ein Markenrecht mit der Veröffentlichung des Werkes. Ein Werk ist veröffentlicht, wenn es der Allgemeinheit zugänglich gemacht wurde. Der Rechtsbegriff der Veröffentlichung in § 6 Abs. 1 UrhG verlangt, dass das Werk der Öffentlichkeit zugänglich gemacht wird. In § 6 Abs. 2 UrhG wird der Begriff „Erscheinen“ legaldefiniert. Hierzu müssen Vervielfältigungsstücke der Öffentlichkeit angeboten werden. Ein Angebot an die Öffentlichkeit liegt vor, wenn der Anbietende den privaten Kreis verlässt und aus der internen Sphäre in die Öffentlichkeit heraustritt. Das Werk verlässt den alleinigen Herrschaftsbereich seines Urhebers und wird der Öffentlichkeit übergeben.
Eine Wiedergabe ist nach § 15 Abs. 3 UrhG öffentlich, wenn sie für eine Mehrzahl von Mitgliedern der Öffentlichkeit bestimmt ist. Eine Mehrzahl von Personen liegt bereits bei zwei Personen vor. Veröffentlichung ist in der Praxis insbesondere der Verkauf der Bücher oder Tonträger, ihre Vermietung/Verleih, ihre öffentliche Aufführung in Hörfunk und Fernsehen oder im Internet ihr Download im Wege des Music-on-Demand oder Kindle Direct Publishing. Dann entsteht sowohl für das Werk als auch für seinen Titel ein Ausschließlichkeitsrecht. Zwischen dem Werk und seinem Titel (Buchtitel, Musiktitel, Filmtitel) besteht eine genetische Akzessorietät, beide sind zunächst einmal untrennbar miteinander verbunden. Demnach könnte es zur Verwechslungsgefahr zweier Werke erst kommen, wenn sie unter ihrem Titel durch Veröffentlichung auf dem Markt sind. Doch sind sowohl die Rechtsprechung als auch die herrschende Meinung der Auffassung, dass Schutzobjekt der §§ 5 Abs. 1 und Abs. 3, § 15 MarkenG der Titel und nicht das Werk sei. Die Rechtsprechung verlangt seit 1997, dass die werbende Ankündigung eines noch unveröffentlichten Werks dessen Veröffentlichung unmittelbar vorausgehen muss.
Jede Veröffentlichung bedarf der vorherigen Zustimmung der Urheber (§ 8 UrhG). Wenn der Urheber mit einem Verlag einen Verwertungsvertrag geschlossen hat, der zwingend eine Veröffentlichung vorsieht, so liegt hierin meist eine stillschweigende Zustimmung zur Veröffentlichung. In der Übergabe bloßer Demoaufnahmen liegt noch keine Zustimmung zur Nutzung. Ebenso ist mit der Anmeldung bei der GEMA noch keine Zustimmung zur Erstveröffentlichung verbunden. Der Urheber kann selbst das Erstverwertungsrecht vergeben. Zweit- und Drittverwertungsrechte werden hingegen durch Verwertungsgesellschaften wahrgenommen.

## Veröffentlichungsdatum
Das Veröffentlichungsdatum wird von den Urhebern selbst, den Verlagen oder sonstigen Ausstellern des Informationsträgers festgelegt und bekannt gegeben. Das Veröffentlichungsdatum ist für Biografien, Diskografien oder als sonstige Quellenangaben von Bedeutung. Im Gegensatz zum Erscheinen genügt für die Veröffentlichung die unkörperliche Mitteilung (Musikaufführung, Radiosendung, Bildausstellung oder Filmpremiere). Ein körperliches Exemplar (Tonträger, Bücher) muss hingegen der Öffentlichkeit übergeben, also veröffentlicht, werden.

## Rechtsfolgen einer Veröffentlichung
In den USA hat das Veröffentlichungsdatum auch urheberrechtliche Konsequenzen, denn hieran knüpfen einige Rechtsfolgen an. Wurde das Recht zur Veröffentlichung eines Werks übertragen, kann auch das Veröffentlichungsdatum für den Fristablauf beim Rückrufsrecht maßgebend sein (§ 203 lit. c) CA). Nach § 302 lit. c) CA beträgt die Schutzfrist entweder 95 Jahre nach dem Veröffentlichungsdatum oder 120 Jahre nach dem Aufnahmedatum, je nachdem, welcher Zeitraum zuerst endet.
Woody Guthries patriotisches This Land Is Your Land wurde zwar bereits im April 1944 aufgenommen, aber zunächst nicht als Schallplatte veröffentlicht. Anstatt dessen galt die Veröffentlichung des Notenhefts hierzu am 3. April 1945 als Veröffentlichungsdatum. Nach damaligem Urheberrecht wurde der Song nach 28 Jahren, also 1973, gemeinfrei, wenn sein Urheberrecht nicht bis zu jenem Jahr verlängert worden ist. Da eine Verlängerung erst 1984 beantragt wurde, ist es seit 1973 tatsächlich gemeinfrei geworden.

## Öffentliche Register
Die Veröffentlichung spielt bei Eintragungen in öffentlichen Registern (Handelsregister, Genossenschaftsregister, Vereinsregister) eine entscheidende Rolle. Die Veröffentlichungspflicht obliegt dem jeweiligen Registergericht. Handelsrechtlich versteht man unter Veröffentlichung die Pflicht zur Bekanntmachung der Eintragungen im Handelsregister (§ 10 HGB). Nicht alleine die Registereintragung – die durch jedermann eingesehen werden kann (§ 9 Abs. 1 HGB) – ist daher erforderlich, sondern darüber hinaus auch die Bekanntmachung im von der Landesjustizverwaltung bestimmten elektronischen Informations- und Kommunikationssystem. In § 32 HRVO hat die Veröffentlichung der Eintragung unverzüglich zu erfolgen, da die Wirksamkeit der Eintragungen gegenüber gutgläubigen Dritten an den Zeitpunkt der Bekanntmachung anknüpft. Die Eintragung einer Marke im Markenregister wird veröffentlicht (§ 41 Satz 2 MarkenG) und ist maßgeblich für den Beginn der nach Eintragungsdatum laufenden Widerspruchsfrist von 3 Monaten (§ 42 MarkenG). Durch die Veröffentlichung einer Patentschrift im Patentblatt treten die gesetzlichen Schutzwirkungen des Patents ein (§ 58 Abs. 1 PatentG). In Deutschland sind die Wirkungen der Veröffentlichung der Patenterteilung nicht von der Veröffentlichung der Patentschrift abhängig. Die Patentwirkungen treten deshalb auch ein, wenn keine Patentschrift erscheint oder die Veröffentlichung der Patentschrift mangelhaft war.